# Lámpades

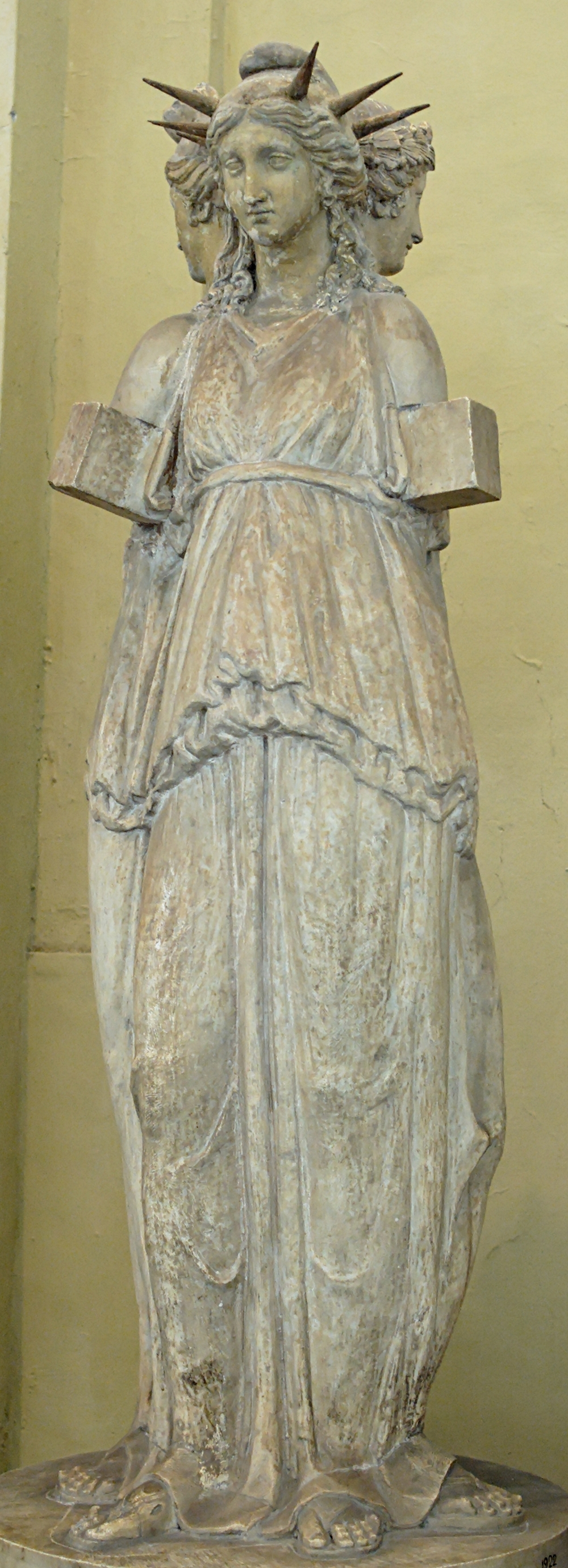
Estatua triple de la titánide Hécate

Las Lámpades (del griego: Λαμπάδες) son las ninfas del inframundo en la mitología griega. Sólo son mencionadas en una única fuente que nos dice que «son aquellas que llevan antorchas y luces junto con Hécate» y también son citadas como ninfas, junto con las náyades y las tíades. Estas ninfas llevan antorchas y acompañan a Hécate en sus viajes nocturnos y en sus encantamientos. Algunos relatos cuentan cómo la luz de las antorchas de las Lámpades «tienen el poder para conducir a los humanos a la locura».
Las Lámpades fueron probablemente hijas de los dioses fluviales cuyas aguas discurren por el inframundo, entre los que se incluyen el Estigia, el Aqueronte, el Leteo, el Flegentonte, el Cocito o el Erídano. Entre las ninfas vinculadas al mundo subterráneo se pueden incluir a Gorgira (madre de Acálafo), Orfne (también madre de Ascálafo), Estige (de nuevo madre de Ascálafo), Mente (vinculada al Cocito) o Leuce (vinculada a los Campos Elíseos). Otras figuras femeninas también están relacionadas con el mundo ctónico. Mormo en una fuente es descrita como la nodriza del Aqueronte. Melínoe, otro ejemplo, es una diosa infernal que nació a orillas del Cocito. Enodia es un epíteto o diosa vinculada o identificada con Hécate o Perséfone.

En la mitología romana, las Lámpades eran identificadas como Avernales o ninfas del Averno.
«El único de todos que vio aquello fue Ascálafo, a quien dicen que antaño Orfne, en absoluto desconocida entre las ninfas del Averno, concibió de su amado Aqueronte, y parió al abrigo de sus negras selvas»
Estacio también las menciona:
«Tal vez en los agradables silencios del Leteo, las ninfas del Averno se mezclan y se divierten en torno a él (un hermoso efebo que murió joven), y Proserpina (Perséfone) lo observa de lejos».